# Murgia Alta
Murgia Alta este o arie protejată (arie specială de conservare — SAC, sit de importanță comunitară — SCI, arie de protecție specială avifaunistică — SPA) din Italia întinsă pe o suprafață de 125.882 ha, integral pe uscat.

## Localizare
Centrul sitului Murgia Alta este situat la coordonatele 40°55′31″N 16°31′25″E / 40.925278°N 16.523611°E.

## Înființare
Situl Murgia Alta a fost declarat sit de importanță comunitară în decembrie 1998 pentru a proteja 1 specie de plante și 49 de specii de animale. Alte tipuri de protecție:
- arie de protecție specială avifaunistică (în decembrie 1998)
- arie specială de conservare (în decembrie 2018)[2][3][4]

## Biodiversitate
Situată în ecoregiunea mediteraneană, aria protejată conține 5 habitate naturale: Pante stâncoase calcaroase cu vegetație casmofită, Pseudostepă cu ierburi și specii anuale de Thero-Brachypodietea, Păduri de Quercus trojana, Pajiști uscate seminaturale și facies de acoperire cu tufișuri pe substraturi calcaroase (Festuco-Brometalia) (* situri importante pentru orhidee), Peșteri inaccesibile publicului.
La baza desemnării sitului se află mai multe specii protejate:
- plante (1): Stipa austroitalica
- păsări (42): uliu păsărar (Accipiter nisus), ciocârlie-de-câmp (Alauda arvensis), fâsă-de-câmp (Anthus campestris), ciuf-de-pădure (Asio otus), cucuvea (Athene noctua), pasărea ogorului (Burhinus oedicnemus), ciocârlie-cu-degete-scurte (Calandrella brachydactyla), caprimulg (Caprimulgus europaeus), șerpar (Circaetus gallicus), erete de stuf (Circus aeruginosus), erete vânăt (Circus cyaneus), erete cenușiu (Circus pygargus), porumbel (Columba livia), dumbrăveancă (Coracias garrulus), prepeliță (Coturnix coturnix), Emberiza melanocephala, Falco biarmicus, Falco naumanni, vânturel de seară (Falco vespertinus), muscar-gulerat (Ficedula albicollis), sfrânciocul cu frunte neagră (Lanius minor), sfrâncioc cu cap roșu (Lanius senator), ciocârlie de pădure (Lullula arborea), ciocârlie de bărăgan (Melanocorypha calandra), gaia neagră (Milvus migrans), mierlă albastră (Monticola solitarius), vultur egiptean (Neophron percnopterus), pietrar mediteranean (Oenanthe hispanica), viespar (Pernis apivorus), ploier auriu (Pluvialis apricaria), sitar de pădure (Scolopax rusticola), guguștiuc (Streptopelia decaocto), turturică (Streptopelia turtur), Sylvia conspicillata, spârcaci (Tetrax tetrax), sturzul viilor (Turdus iliacus), mierlă (Turdus merula), sturz-cântător (Turdus philomelos), sturz (Turdus pilaris), sturzul de vâsc (Turdus viscivorus), strigă (Tyto alba), nagâț (Vanellus vanellus)
- amfibieni (1): Bombina pachypus
- mamifere (3): liliac cu urechi de șoarece (Myotis blythii), liliac comun (Myotis myotis), liliacul mediteranean cu potcoavă (Rhinolophus euryale)
- nevertebrate (1): Melanargia arge
- reptile (2): șarpele cu patru dungi (Elaphe quatuorlineata), țestoasă bănățeană (Testudo hermanni)

Pe lângă speciile protejate, pe teritoriul sitului au mai fost identificate 31 de specii de plante, 2 specii de amfibieni, 4 specii de mamifere, 4 specii de nevertebrate, 6 specii de reptile.